# Liste der Brunnen und Wasserspiele in Dresden
Die Liste der Brunnen und Wasserspiele in Dresden gibt einen Überblick über die wichtigsten öffentlichen Brunnen und Wasserspiele in der Stadt. In Dresden befinden sich ungefähr 300 Brunnen und Wasserspiele, von denen ein Teil der Stadt Dresden gehört und vom Grünflächenamt betreut wird.
Erste Brunnen in Dresden wurden bereits im 15. Jahrhundert erwähnt. Der älteste erhaltene Brunnen Dresdens ist der Queckbrunnen, der 1461 entstand. Vor allem zur Zeit des Barock wurden in Dresden zahlreiche Brunnen von namhaften Künstlern als Schmuckelemente konzipiert, die teilweise noch heute erhalten sind. Im barocken Zwinger-Areal befinden sich über 20 Brunnen. Der barocke Neptunbrunnen im ehemaligen Palais Brühl-Marcolini ist mit 40 Metern Breite der größte Brunnen Dresdens. Im 19. Jahrhundert entstand mit dem neogotischen Cholerabrunnen der ornamentreichste Brunnen der Stadt. Um 1900 prägten Künstler wie Robert Diez und Georg Wrba die Brunnenentstehung in Dresden, die während der Zeit des Nationalsozialismus zum Erliegen kam. Zahlreiche Brunnenplastiken wurden eingeschmolzen oder zerstört und nur teilweise nach Ende des Zweiten Weltkriegs rekonstruiert. Stadtprägend war von 1969 bis 1972 die Umgestaltung der Prager Straße, die von verschiedenen Brunnenanlagen wesentlich geprägt war, die in jüngster Zeit durch modernere Anlagen ersetzt wurden. Im Zuge von Neu- und Umbauten ist die Brunnenlandschaft Dresdens äußerst wechselvoll; durch Eingemeindungen umliegender Ortschaften steigt die Anzahl der Dresdner Brunnen zudem seit 1900 beständig. Heute zählt Dresden zu den brunnenreichsten Städten Deutschlands.
Die Liste der Brunnen und Wasserspiele beschränkt sich daher auf Brunnen, die sich im Besitz der Stadt Dresden befinden und auf solche, die den öffentlichen Raum prägen beziehungsweise Eingang in Literatur zu Brunnen in Dresden gefunden haben. Es wurde zudem weitgehend darauf verzichtet, Brunnen auf Privatgrundstücken in die Liste aufzunehmen.

## Legende
- Bild: Zeigt ein Bild des Brunnens.
- Name: Nennt den Namen des Brunnens oder eine Umschreibung, wenn ein Eigenname fehlt. Brunnen mit einem Sternchen (*) am Namen befinden sich im Besitz der Stadt Dresden.
- Straße: Nennt die Anschrift, unter der der Brunnen zu finden ist.
- Stadtteil: Nennt den Stadtteil in Dresden, in dem sich der jeweilige Brunnen befindet.
- Anmerkung: Gibt Hinweise zum Alter des Brunnens, zum Künstler, der ihn geschaffen hat oder zum derzeitigen Zustand des Brunnens.
- Lage: Gibt die Geo-Koordinaten des Brunnens an.

## Liste der Dresdner Brunnen und Wasserspiele
| Bild                                                    | Name                                            | Straße                                      | Stadtteil                      | Anmerkung | Lage                         |
| ------------------------------------------------------- | ----------------------------------------------- | ------------------------------------------- | ------------------------------ | --- | ---------------------------- |
|                                                         | Wasseranlagen* Altmarkt                         | Altmarkt                                    | Innere Altstadt                | 2009 eingeweiht | 51° 3′ 0″ N, 13° 44′ 17″ O   |
|                                                         | Artesischer Brunnen*                            | Albertplatz                                 | Innere Neustadt                | geschaffen von Hans Erlwein 1906, Wasser nur bedingt als Trinkwasser geeignet, wird dank seines warmen Wassers als einer von zwei Brunnen in Dresden auch im Winter betrieben | 51° 3′ 50″ N, 13° 44′ 50″ O  |
|                                                         | Artesischer Brunnen, Brunnenhaus*               | Antonstraße 2                               | Innere Neustadt                | eigentliche Austrittsstelle des Wassers für den Artesischen Brunnen, von 1832 bis 1836 gebohrt, durch Paul Siemen erbaut, 2014/2015 durch einen neuen Seitenflügel des Hochhauses am Albertplatz seitlich und oben umbaut | 51° 3′ 51″ N, 13° 44′ 45″ O  |
|                                                         | Bärenbrunnen mit zwei Schildkröten              | Comeniusstraße 107                          | Striesen                       | Brunnen 1929 von Otto Pilz geschaffen | 51° 2′ 18″ N, 13° 46′ 43″ O  |
|                                                         | Barockbrunnen*                                  | Hauptstraße                                 | Innere Neustadt                | rundes Brunnenbecken, entworfen 1979 von Werner Sauter, geschaffen von Klaus Milisch | 51° 3′ 34″ N, 13° 44′ 34″ O  |
|                                                         | Der Baum des Archimedes*                        | Park der Berufsbildungswerk Sachsen GmbH    | Hellerberge                    | rundes Brunnenbecken, Material: Edelstahl V4A, Höhe 4,2 m, entworfen (1998) und erschaffen (1999) von Michael Lingrên | 51° 5′ 52″ N, 13° 43′ 48″ Of |
|                                                         | Brunnen*                                        | Thäterstraße/ Mengsstraße                   | Übigau                         | | 51° 4′ 16″ N, 13° 41′ 43″ O  |
|                                                         | Brunnen Hauptachse*                             | Blüherpark                                  | Seevorstadt                    | im Vorhof des ehemaligen Palais der Sekundogenitur, Sandsteinsäule und Schale nach historischen Fotos im Jahr 2008 wieder errichtet | 51° 2′ 38″ N, 13° 44′ 41″ O  |
|                                                         | Brunnen Kunsthofpassage                         | Görlitzer Straße 23                         | Äußere Neustadt                | Brunnen in der Kunsthofpassage, im Hof der Tiere | 51° 4′ 4″ N, 13° 45′ 15″ O   |
|                                                         | Brunnen Lindenallee*                            | Schloss Albrechtsberg                       | Loschwitz                      | Brunnen auf Schloss Albrechtsberg | 51° 3′ 53″ N, 13° 47′ 32″ O  |
|                                                         | Brunnenanlage Seniorenpark*                     | Löbtauer Straße 31                          | Friedrichstadt                 | Anlage 2006 restauriert, befindet sich im Seniorenpark des Stadtkrankenhauses „Elsa Fenske“ | 51° 2′ 58″ N, 13° 42′ 50″ O  |
|                                                         | Brunnenanlage Geschäftshaus                     | Cottaer Straße 2 / Löbtauer Straße          | Friedrichstadt                 | befindet sich im Innenhof des Geschäftshauses | 51° 3′ 2″ N, 13° 42′ 45″ O   |
|                                                         | Brunnenanlage Alaunstraße                       | Alaunstraße 68                              | Äußere Neustadt                | flaches Brunnenbecken mit Fontäne | 51° 4′ 4″ N, 13° 45′ 12″ O   |
|                                                         | Brunnenbecken                                   | Bautzner Straße 6                           | Innere Neustadt                | Brunnen im Innenhof | 51° 3′ 46″ N, 13° 44′ 59″ O  |
|                                                         | Wasserbecken* „Brunnengalerie“                  | Wiener Platz                                | Seevorstadt                    | Brunnenanlage zwischen dem Dresdner Hauptbahnhof und dem neuen Kugelhaus bestehend aus vier rechteckigen Brunnenbecken, drei davon mit Schaumdüsenreihen | 51° 2′ 29″ N, 13° 43′ 54″ O  |
|                                                         | Brunnengalerie                                  | Zwinger                                     | Innere Altstadt                | insgesamt 10 Wandbrunnen an der Ostseite der Langgalerie, geschaffen von Matthäus Daniel Pöppelmann und Balthasar Permoser | 51° 3′ 10″ N, 13° 43′ 59″ O  |
|                                                         | Brunnengrotte am Finanzministerium              | Sächsisches Staatsministerium der Finanzen  | Innere Neustadt                | | 51° 3′ 24″ N, 13° 44′ 41″ O  |
|                                                         | Brunnenschale*                                  | Rosengarten am Carusufer                    | Innere Neustadt                | Fontäne in Brunnenbecken, Brunnen aus dem Jahr 1976 am Café Rosengarten am östlichen Ende des Rosengartens, mit Grundwasser betrieben | 51° 3′ 39″ N, 13° 45′ 31″ O  |
|                                                         | Brunnenschalen                                  | Pillnitzer Platz                            | Pillnitz                       | Zwei Brunnenschalen auf dem Pillnitzer Platz vor dem Schindler-Bau | 51° 0′ 35″ N, 13° 52′ 28″ O  |
|                                                         | Brunnenstübel                                   | Dorfplatz Pappritz                          | Pappritz                       | ältester aktiver Saugbrunnen mit Grundwasserentnahmestelle | 51° 2′ 12″ N, 13° 51′ 15″ O  |
|                                                         | Wasserspiel Centrum-Galerie                     | Prager Straße                               | Seevorstadt                    | dreieckiger Teppich aus 25 Wasserfontänen, der über Stufen und Rampen hinweg verläuft und die Form des Platzes vor der Centrum-Galerie nachzeichnet, ausgestattet mit verschiedenfarbigen Leuchtdioden, Höhe der Düsenstrahlen variabel und dadurch unterschiedliche Wasserbilder möglich; 2009 angelegt und von der Multi Veste Dresden GmbH der Stadt Dresden gespendet                                                              | 51° 2′ 46″ N, 13° 44′ 4″ O   |
|                                                         | Cholerabrunnen*                                 | Sophienstraße                               | Innere Altstadt                | der ornamentreichste Brunnen Dresdens, über 15 Meter hoch, insgesamt 40 Wasserspeier, entworfen von Gottfried Semper und Karl Moritz Seelig, 1843 bis 1845 von Franz Schwarz errichtet; gestiftet, da Dresden von der Cholera verschont blieb | 51° 3′ 7″ N, 13° 44′ 5″ O    |
|                                                         | Wandbrunnen Christuskirche                      | An der Christuskirche                       | Strehlen                       | Wandbrunnen, 1905 von Peter Pöppelmann und vermutlich Karl Groß geschaffen | 51° 1′ 39″ N, 13° 45′ 57″ O  |
|                                                         | Brunnenschale Dahliengarten                     | Großer Garten                               | Seevorstadt-Ost/ Großer Garten | Brunnen mit Grundwasserleitung, 1975 angelegt und 1996 restauriert | 51° 2′ 23″ N, 13° 45′ 50″ O  |
|                                                         | Brunnenschale Weißer Garten                     | Großer Garten                               | Seevorstadt-Ost/ Großer Garten | Brunnenschale im Nymphenpark oder Weißen Garten | 51° 2′ 16″ N, 13° 45′ 35″ O  |
|                                                         | Degele-Quelle                                   | Waldpark Weißer Hirsch                      | Weißer Hirsch                  | seit 1884 Quelle am Mordgrundwasser im Waldpark Weißer Hirsch, Trinkwasserquelle ohne ständige Qualitätsprüfung, benannt nach dem Sänger Eugen Degele | 51° 3′ 57″ N, 13° 49′ 21″ O  |
|                                                         | Delphinbrunnen                                  | Brühlsche Terrasse                          | Innere Altstadt                | 1750 von Pierre Coudray (Brunnenanlage) und Johann Gottfried Knöffler (Putto und Delfin) geschaffen, Plastiken 1954 durch Kopie von Werner Hempel ersetzt, jahrelang verfallen, 1991 komplett neu aufgebaut; bildet den Abschluss der Brühlschen Terrasse, beidseitig Treppen zum Brühlschen Garten. Bedeutendster von drei noch existierenden Delphinbrunnen in Dresden.                                                              | 51° 3′ 11″ N, 13° 44′ 40″ O  |
|                                                         | Delphinbrunnen                                  | Käthe-Kollwitz-Ufer                         | Blasewitz                      | Wandbrunnen an der Villa zur Lippe. | 51° 3′ 31″ N, 13° 47′ 43″ O  |
|                                                         | Dinglingerbrunnen                               | Gewandhausstraße                            | Innere Altstadt                | befand sich ursprünglich im Lichthof des Wohnhauses von Johann Melchior Dinglinger, heute am Gewandhaus angebracht, wohl geschaffen von Matthäus Daniel Pöppelmann um 1718, von Werner Hempel 1966 restauriert | 51° 2′ 55″ N, 13° 44′ 30″ O  |
|                                                         | Dorfbrunnen (Holzpumpe)*                        | Rockauer Ring                               | Rockau                         | | 51° 1′ 36″ N, 13° 51′ 57″ O  |
|                                                         | Dorfbrunnen (Holzpumpe)*                        | Dorfstraße Zaschendorf                      | Zaschendorf                    | | 51° 1′ 4″ N, 13° 54′ 49″ O   |
|                                                         | Drei Grazien                                    | Große Meißner Straße                        | Innere Neustadt                | in der Gartenanlage des Hotels Bellevue, geschaffen 1983/84 von Vinzenz Wanitschke | 51° 3′ 28″ N, 13° 44′ 18″ O  |
|                                                         | Elefantenbrunnen                                | Pillnitzer Landstraße                       | Wachwitz                       | 1917 trank öfter der Elefant des Zirkus Sarrasani aus dem Brunnen | 51° 2′ 14″ N, 13° 49′ 57″ O  |
|                                                         | Eimerkettenbrunnen                              | Malerstraße 18                              | Loschwitz                      | auf Villengrundstück gelegen, einzig erhaltener Eimerkettenbrunnen Dresdens | 51° 3′ 5″ N, 13° 49′ 39″ O   |
|                                                         | Eisenborn                                       | Brockhausstraße 5                           | Radeberger Vorstadt            | Eisenbornbach auf seinem Weg aus der Dresdner Heide in die Elbe | 51° 3′ 54″ N, 13° 47′ 15″ O  |
|                                                         | Europabrunnen*                                  | Königsheimplatz                             | Blasewitz                      | Plastik „Europa auf dem Stier“ von Georg Wrba, 14 Meter breite Brunnenanlage 1922 eingeweiht, Plastik 1944 entfernt und schwer beschädigt, 1994 von Lothar Janus neu gegossen und 1995 neu eingeweiht | 51° 3′ 14″ N, 13° 47′ 10″ O  |
|                                                         | Findlingsbrunnen*                               | Papstdorfer Straße/ Zwinglistraße           | Gruna                          | 1980 von Eberhard Wolf geschaffen, 1991 übergeben | 51° 2′ 3″ N, 13° 47′ 8″ O    |
|                                                         | Teichanlage*                                    | Fichtepark                                  | Plauen                         | Teichanlage 1905 von Carl Hampel konzipiert und angelegt | 51° 1′ 24″ N, 13° 42′ 38″ O  |
|                                                         | Fischer und seine Frau                          | Fiedlerstraße                               | Johannstadt                    | 1993 von Eva Peschel geschaffen, Standort im Eingangsbereich des Universitätsklinikums, thematisiert das Märchen „Vom Fischer und seiner Frau“ | 51° 3′ 20″ N, 13° 46′ 54″ O  |
|                                                         | Fischerknabe                                    | Helmholtzstraße                             | Südvorstadt                    | 1954 geschaffen von August Schreitmüller, befindet sich vor dem Barkhausen-Bau der TU Dresden | 51° 1′ 37″ N, 13° 43′ 30″ O  |
|                                                         | Flötenspieler                                   | Liebigstraße 7                              | Südvorstadt                    | Wandbrunnen an der Villa Rübsamen in der Südvorstadt | 51° 2′ 11″ N, 13° 43′ 35″ O  |
|                                                         | „Flugwille des Menschen“                        | Striesener Straße                           | Pirnaische Vorstadt            | unvollendet gebliebener Brunnen, 1957 von Max Lachnit geschaffen, bereits kurz nach Entstehung stillgelegt; steht vor dem Studentenwohnheim Güntzstraße 28/28a, wurde nach Sanierung im Oktober 2014 eingeweiht | 51° 3′ 0″ N, 13° 45′ 28″ O   |
|                                                         | Fontäne                                         | Bautzner Straße 132                         | Loschwitz                      | Fontäne im Biotop an der Zufahrt zum Schloss Eckberg | 51° 3′ 51″ N, 13° 48′ 2″ O   |
|                                                         | Fontäne                                         | Brühlsche Terrasse                          | Innere Altstadt                | Beckenbrunnen mit Fontäne, von 1761 bis 1839 nachweisbar, 1989 bei Bauarbeiten wiederentdeckt und 1991 wieder in Betrieb genommen | 51° 3′ 13″ N, 13° 44′ 23″ O  |
|                                                         | Fontäne                                         | Friedrichstraße 41                          | Friedrichstadt                 | Fontäne in der Parkanlage des Krankenhauses Friedrichstadt | 51° 3′ 33″ N, 13° 43′ 6″ O   |
|                                                         | Fontäne Carolasee                               | Großer Garten                               | Seevorstadt-Ost/ Großer Garten | Fächerfontäne, wechselndes Fontänenbild; Mittelfontäne ist etwa 13 Meter hoch, die 17 Außenfontänen rund 4 Meter; seit 1992 als freischwimmende Pontonanlage mit Bodenankern, die auf den Seeboden abgesenkt werden kann, um im Winter ungehindertes Eislaufen zu ermöglichen, im Winter 2014/2015 aufgearbeitet | 51° 1′ 59″ N, 13° 45′ 52″ O  |
|                                                         | Fontäne Palaisteich                             | Großer Garten                               | Seevorstadt-Ost/ Großer Garten | Fontäne im Teich vor dem Palais im Großen Garten, 15 Meter hoch | 51° 2′ 14″ N, 13° 45′ 52″ O  |
|                                                         | Fontäne Uniklinikum                             | Fiedlerstraße                               | Johannstadt                    | Fontäne vor dem Haus 6 des Uniklinikums | 51° 3′ 18″ N, 13° 46′ 45″ O  |
|                                                         | Fontäne Zwingerteich                            | Zwinger                                     | Innere Altstadt                | Teich 1827 angelegt, Fontäne wurde zu Beginn nur wenige Stunden in der Woche betrieben, seit 1989 während der Brunnensaison in Betrieb | 51° 3′ 16″ N, 13° 43′ 57″ O  |
|                                                         | Schalenbrunnen „Wasserspiel“                    | Dippoldiswalder Platz                       | Innere Altstadt                | Der Schalenbrunnen „Wasserspiel“ stand einst an der Prager Straße und wurde 2002 nach dem Elbe-Hochwasser abgebaut und für 15 Jahre eingelagert; der Brunnen sprudelt 500 Meter entfernt vom alten Standort wieder seit 2019 am Dippoldiswalder Platz. | 51° 3′ 16″ N, 13° 43′ 57″ O  |
|                                                         | Fontäne*                                        | Zur Messe                                   | Friedrichstadt                 | Wasserfontäne aus dem Jahr 1999 vor dem Haupteingang der Messe Dresden | 51° 4′ 12″ N, 13° 42′ 49″ O  |
|                                                         | Fontäne*                                        | Palaisplatz                                 | Innere Neustadt                | um 1900 entstanden, rund 10 Meter hohe Hauptfontäne, die von 40 kleinen Fontänen umrahmt ist; Anlage 1991 bis 1992 rekonstruiert | 51° 3′ 37″ N, 13° 44′ 20″ O  |
|                                                         | Fontäne Schloss Albrechtsberg: Schlossauffahrt* | Bautzner Straße 130                         | Loschwitz                      | Brunnen auf Schloss Albrechtsberg, wird als einer von zwei Brunnen in Dresden auch im Winter betrieben | 51° 3′ 55″ N, 13° 47′ 40″ O  |
|                                                         | Fontänen                                        | Theaterplatz                                | Innere Altstadt                | zwei Fontänen am Dresdner Zwinger, angelegt 1855 mit Abschluss der Bauarbeiten am Semperbau | 51° 3′ 14″ N, 13° 44′ 6″ O   |
|                                                         | Fontäne Zierbachlauf*                           | Bürgerwiese                                 | Seevorstadt-Ost/ Großer Garten | hohe Fontäne in einem 1861 angelegten Fischteich, der vom Kaitzbach gespeist wird | 51° 2′ 29″ N, 13° 44′ 37″ O  |
|                                                         | Teichfontäne Schloss Albrechtsberg: Ostwiese*   | Bautzner Straße 130                         | Loschwitz                      | Brunnen auf Schloss Albrechtsberg | 51° 0′ 32″ N, 13° 52′ 13″ O  |
|                                                         | Zentralfontäne Schloss Pillnitz                 | Schloss Pillnitz                            | Pillnitz                       | Hauptfontäne zwischen Bergpalais und Wasserpalais | 51° 0′ 32″ N, 13° 52′ 13″ O  |
|                                                         | Freizeitbrunnen                                 | Heeresbäckerei                              | Albertstadt                    | an der Heeresbäckerei (Stadtarchiv Dresden) | 51° 4′ 54″ N, 13° 45′ 30″ O  |
|                                                         | Friedensbrunnen*                                | Jüdenhof                                    | Innere Altstadt                | auch Türkenbrunnen genannt, bereits 1574 als Trinkwasserstelle eingerichtet, Brunnentrog 1649 errichtet, 1648 Brunnenfigur Friedensgöttin „Irene“ von Abraham Walther geschaffen, 1683 nach dem Sieg über die Türken in der Schlacht am Kahlenberg, an der Kurfürst Johann Georg III. teilgenommen hatte, durch Siegesgöttin „Victoria“ von Conrad Max Süßer ersetzt, 1866 auf den Jüdenhof versetzt, Plastik 1969 durch Kopie ersetzt | 51° 3′ 6″ N, 13° 44′ 23″ O   |
|                                                         | Gänsediebbrunnen*                               | Weiße Gasse                                 | Innere Altstadt                | Brunnenfigur 1878 von Robert Diez geschaffen, Aufstellung des Brunnens 1880 auf dem Ferdinandplatz, 1961 in der Weißen Gasse aufgestellt | 51° 2′ 57″ N, 13° 44′ 25″ O  |
|                                                         | Brunnen im „Garten des Herzens“                 | Böhmische Straße                            | Äußere Neustadt                | Brunnen im „ersten japanischen Garten Dresdens“, 2007 eingeweiht | 51° 3′ 53″ N, 13° 45′ 4″ O   |
|                                                         | Gehwegbrunnen                                   | Borsbergstraße Ecke Krenkelstraße           | Striesen                       | Wasserspiel gegenüber der Herz-Jesu-Kirche | 51° 2′ 42″ N, 13° 46′ 34″ O  |
|                                                         | Georgsbrunnen                                   | Taschenberg 2                               | Innere Altstadt                | Brunnen im kleinen Schlosshof, 1904 von Artur Volkmann geschaffen | 51° 3′ 9″ N, 13° 44′ 14″ O   |
|                                                         | Glasbrunnen*                                    | Grunaer Straße                              | Seevorstadt                    | Brunnen an der Südostecke des Pirnaischen Platzes 1975 geschaffen von Künstlerin Leoni Wirth, Kunstschmied Karl Bergmann und Glasgestalter Helmut Kappelt; bestehend aus drei Glasbäumen 3,5 bis 5 Meter hoch und Becken mit 9,3 Metern Durchmesser, Beckengrund aus Mosaikfliesen | 51° 2′ 54″ N, 13° 44′ 45″ O  |
|                                                         | Brunnen Goetheallee                             | Goetheallee 55                              | Blasewitz                      | Puttengruppe mit Blumenkelch, der als Wasserspeier dient; Ausstattung des Brunnens musste erfunden werden: keine Unterlagen vorhanden, als man bei der grundhaften Erneuerung des Parks Elemente eines Brunnens fand, die nun verwendete Plastik stand ursprünglich im Garten des Palais Oppenheim | 51° 3′ 22″ N, 13° 48′ 6″ O   |
|                                                         | Wandbrunnen Goetheallee                         | Goetheallee 55                              | Blasewitz                      | Wandbrunnen am Gebäude des Standesamtes Dresden, Wasserspeier in Form eines Fischkopfs | 51° 3′ 22″ N, 13° 48′ 5″ O   |
|                                                         | Etagenbrunnen Gönnsdorfer Park*                 | Schönfelder Landstraße                      | Gönnsdorf                      | Etagenbrunnen mit Muschelbecken und Fischwasserspeier, 2008 im Gönnsdorfer Park eingeweiht | 51° 2′ 59″ N, 13° 52′ 0″ O   |
|                                                         | Hausfrauenbrunnen                               | Lange Zeile                                 | Gruna                          | Brunnen 1922 geschaffen | 51° 2′ 4″ N, 13° 47′ 28″ O   |
|                                                         | Brunnen Heiliger Born*                          | Heiligenbornstraße                          | Leubnitz-Neuostra              | natürliche Quelle (Ersterwähnung um 1545), die mit einem künstlichen Hügel überbaut wurde, Sandsteinbrunnen nahe der Brunnenstraße/Heiligenbornstraße 1992 gestaltet | 51° 0′ 37″ N, 13° 45′ 43″ O  |
|                                                         | Hietzigbrunnen*                                 | An der Kreuzkirche                          | Innere Altstadt                | 1910 geschaffen von Georg Wrba, von Bruno Hietzig und Paul Jahn gestiftet | 51° 2′ 54″ N, 13° 44′ 23″ O  |
|                                                         | Hochreliefbrunnen                               | Friedrichstraße 41                          | Friedrichstadt                 | Hochreliefbrunnen in der Nähe des Eingangs zum Krankenhaus Friedrichstadt, vermutlich um 1744 von Johann Gottfried Knöffler geschaffen | 51° 3′ 34″ N, 13° 43′ 6″ O   |
|                                                         | Hygieia-Brunnen*                                | Rathauspark Weißer Hirsch                   | Weißer Hirsch                  | 1935 eingeweiht, Hygieia-Statue von Gustav Reißmann 1999 durch Kopie von Friedemann Klos ersetzt, im Rathauspark hinter dem ehemaligen Rathaus | 51° 3′ 49″ N, 13° 49′ 25″ O  |
|                                                         | Brunnen am Jägerhof                             | Köpckestraße 1                              | Innere Neustadt                | Brunnen am Jägerhof | 51° 3′ 28″ N, 13° 44′ 38″ O  |
|                                                         | Brunnen „Junge Naturforscher“                   | Bernhardstraße 18                           | Südvorstadt                    | Brunnen vor dem ehemaligen Fritz-Löffler-Gymnasium Dresden, Figur als eines der ersten Nachkriegswerke 1955 von Walter Reinhold geschaffen | 51° 2′ 15″ N, 13° 43′ 29″ O  |
|                                                         | Kranichbrunnen                                  | Zellescher Weg 19                           | Südvorstadt                    | von Werner Scheffel 1957 geschaffen, Anlage 1997 neu gestaltet | 51° 1′ 45″ N, 13° 44′ 27″ O  |
|                                                         | Küferbrunnen                                    | Friedrichstraße 41                          | Friedrichstadt                 | auch Winzerbrunnen genannt, Brunnen von Thaddäus Ignatius Wiskotschill, Anlage im Park des Krankenhaus Friedrichstadt 1994 restauriert | 51° 3′ 33″ N, 13° 43′ 10″ O  |
|                                                         | Kugelbrunnen*                                   | Martin-Luther-Platz                         | Äußere Neustadt                | vor der Martin-Luther-Kirche, von Christian Meyer 1992 aus Granit geschaffen | 51° 3′ 52″ N, 13° 45′ 22″ O  |
|                                                         | Wasserstrudel Landhaus                          | Wilsdruffer Straße 2                        | Innere Altstadt                | moderner Wasserstrudel mit Wasserkanal und -becken am Landhaus, 2006 eingeweiht | 51° 3′ 0″ N, 13° 44′ 34″ O   |
|                                                         | Langbecken                                      | Wehlener Straße 15                          | Tolkewitz                      | 1912 von Georg Wrba im Urnenhain Tolkewitz geschaffen | 51° 2′ 12″ N, 13° 49′ 10″ O  |
|                                                         | Märchenbrunnen*                                 | Amalie-Dietrich-Platz                       | Gorbitz                        | von Karl Schönherr gestaltet, über einer Ziegelsäule Keramikplastiken von Tieren und Sagenfiguren, 1986 aufgestellt | 51° 2′ 44″ N, 13° 40′ 38″ O  |
|                                                         | Märchenbrunnen*                                 | Ermelstraße                                 | Striesen                       | Jugendstilbrunnen mit der Darstellung von „Brüderchen und Schwesterchen“, geschaffen 1904, 1930 an heutigen Standort im Hermann-Seidel-Park versetzt, 1991 saniert | 51° 2′ 47″ N, 13° 47′ 54″ O  |
|                                                         | Marie-Gey-Brunnen*                              | Friedrich-List-Platz                        | Südvorstadt                    | von Georg Wrba 1910 geschaffen, 1911 eingeweiht, benannt nach der Künstlerin Marie Gey-Heinze | 51° 2′ 19″ N, 13° 44′ 1″ O   |
|                                                         | Brunnen „Marktfrau“*                            | Hauptallee zw. Lennéstraße und Blüherstraße | Seevorstadt                    | viereckige Brunnensäule vermutlich 1931/32 entstanden, Bronzeplastik „Marktfrau“ von Matthias Jackisch (von Kunstgießerei Gebrüder Ihle, Dresden gegossen), nach Sanierung 2009 aufgestellt; nimmt Bezug auf die regelmäßige Markttätigkeit auf der Straße | 51° 2′ 39″ N, 13° 44′ 57″ O  |
|                                                         | Mosaikbrunnen                                   | Großer Garten                               | Seevorstadt-Ost/ Großer Garten | zur Jubiläums-Gartenbau-Ausstellung 1926 von Hans Poelzig geschaffen, von 1982 bis 1994 trockengelegt, nach Sanierung seit 1994 wieder in Betrieb, nach erneuter Trockenlegung im Frühjahr 2013 umfassende Sanierung bis August 2016 | 51° 2′ 26″ N, 13° 45′ 14″ O  |
|                                                         | Mozartbrunnen*                                  | Bürgerwiese                                 | Seevorstadt-Ost/ Großer Garten | Brunnen mit den drei tanzenden Frauengestalten „Anmut“, „Heiterkeit“ und „Ernst“ 1907 von Hermann Hosaeus geschaffen, 1945 zerstört; vergoldete Bronzefiguren durch Eberhard Wolf neu gefertigt und Brunnen 1991 zum 200. Todestag Mozarts neu eingeweiht | 51° 2′ 37″ N, 13° 44′ 32″ O  |
|                                                         | Müllerbrunnen*                                  | F.-C.-Weiskopf-Platz                        | Plauen                         | 1902 eingeweiht, soll an Plauens Tradition als Mühlenstandort und an den zeitweise hier lebenden Dichter Wilhelm Müller erinnern; Brunnenfigur von Robert Henze, 1943 eingeschmolzen, 1986 von Wilhelm Landgraf rekonstruiert | 51° 1′ 47″ N, 13° 42′ 23″ O  |
|                                                         | „Mutter mit Kind“                               | Beethovenstraße Ecke Tiergartenstraße       | Seevorstadt-Ost/ Großer Garten | 1963 geschaffen von Vinzenz Wanitschke, ursprüngliches Brunnenbecken nach 2004 durch Kugelbrunnen ersetzt | 51° 2′ 5″ N, 13° 45′ 25″ O   |
|                                                         | Tritonbrunnen                                   | Taschenberg 3                               | Innere Altstadt                | Brunnen im Taschenbergpalais, 1764 von Johann Christoph Knöffel geschaffen, 1945 zerstört und bis 1995 rekonstruiert | 51° 3′ 8″ N, 13° 44′ 7″ O    |
|                                                         | Najadenbrunnen                                  | Taschenberg 3                               | Innere Altstadt                | Brunnen im Taschenbergpalais, 1764 von Johann Christoph Knöffel geschaffen, 1945 zerstört und bis 1995 rekonstruiert | 51° 3′ 8″ N, 13° 44′ 8″ O    |
|                                                         | „Nasses Haus“*                                  | Amalie-Dietrich-Platz                       | Gorbitz                        | 1984 von Heidemarie Dreßel aus gebrannter Keramik geschaffen, 1993 aufgestellt | 51° 2′ 42″ N, 13° 40′ 40″ O  |
|                                                         | Neptunbrunnen                                   | Friedrichstraße 41                          | Friedrichstadt                 | von 1741 bis 1744 durch Lorenzo Mattielli nach Plänen von Zacharias Longuelune im Park des Palais Brühl-Marcolini geschaffen, der bedeutendste Barockbrunnen der Stadt. Er ist zugleich auch der größte Brunnen Dresdens | 51° 3′ 27″ N, 13° 43′ 0″ O   |
|                                                         | Brunnen I*, Neustädter Markt                    | Neustädter Markt                            | Innere Neustadt                | im Jahr 1979 geschaffen von Friedrich Kracht, Sanierung 2024/2025 | 51° 3′ 28″ N, 13° 44′ 33″ O  |
|                                                         | Brunnen II*, Neustädter Markt                   | Neustädter Markt                            | Innere Neustadt                | im Jahr 1979 geschaffen von Friedrich Kracht, Sanierung 2024/2025 | 51° 3′ 31″ N, 13° 44′ 26″ O  |
|                                                         | Nischenbrunnen am Coselpalais                   | An der Frauenkirche 12                      | Innere Altstadt                | Wandbrunnen von Johann Gottfried Knöffler 1763 geschaffen, 1945 zerstört und 1980 rekonstruiert | 51° 3′ 8″ N, 13° 44′ 33″ O   |
|                                                         | Wandbrunnen im Innenhof                         | An der Frauenkirche 17                      | Innere Altstadt                | Wandbrunnen (sog. Krellbrunnen, benannt nach Sachsens ehemaligem Kanzler Nikolaus Krell), wahrscheinlich 1601 geschaffen, 1945 zerstört, bis 2008 rekonstruiert, wegen Undichtheiten erneut außer Betrieb genommen, nach Reparatur seit 7. August 2018 erneut in Betrieb | 51° 3′ 5″ N, 13° 44′ 31″ O   |
|                                                         | Nymphenbad                                      | Zwinger                                     | Innere Altstadt                | geschaffen von Matthäus Daniel Pöppelmann und u. a. Balthasar Permoser, besteht aus Brunnen, Kaskade und Beckenbrunnen, wurde 1945 als einer der wenigen Teile des Zwingers nicht zerstört | 51° 3′ 14″ N, 13° 44′ 1″ O   |
|                                                         | Nymphenbrunnen I*                               | Neustädter Markt                            | Innere Neustadt                | 1739 bis 1742 geschaffen von Johann Benjamin Thomae, heute Kopie von Paul Polte aus dem Jahr 1938, durch Werner Hempel 1957 erneuert | 51° 3′ 30″ N, 13° 44′ 30″ O  |
|                                                         | Nymphenbrunnen II*                              | Neustädter Markt                            | Innere Neustadt                | 1739 bis 1742 geschaffen von Johann Benjamin Thomae, heute Kopie von Paul Polte aus dem Jahr 1938, durch Werner Hempel 1957 erneuert | 51° 3′ 30″ N, 13° 44′ 29″ O  |
|                                                         | Nymphenbrunnen „Die Badende“*                   | Bürgerwiese                                 | Seevorstadt-Ost/ Großer Garten | geschaffen von Wilhelm Kreis (Becken) und Bruno Fischer (Nymphe), 1908 an die Stadt Dresden übergeben | 51° 2′ 26″ N, 13° 44′ 42″ O  |
|                                                         | Nymphenbrunnen Großer Garten                    | Großer Garten                               | Seevorstadt-Ost/ Großer Garten | Nymphenbrunnen im Nymphenpark im Großen Garten | 51° 2′ 17″ N, 13° 45′ 38″ O  |
|                                                         | Palitzschbrunnen                                | Gamigstraße 28                              | Prohlis                        | 1702 gegraben, nach 1910 zugeschüttet, 1923 als Denkmal gestaltet, 1982 restauriert, Johann Georg Palitzsch gewidmet | 51° 0′ 27″ N, 13° 47′ 32″ O  |
|                                                         | Pferdeschwemme                                  | Stallhof                                    | Innere Altstadt                | ursprünglich vom Wasser des Heiligen Born gespeist, 1591 angelegt | 51° 3′ 9″ N, 13° 44′ 20″ O   |
|                                                         | Pferdetränke*                                   | Bautzner Straße/ Holzhofgasse               | Innere Neustadt                | 1921 geschaffen von Paul Polte, Stiftung des Tierschutzvereins an die Stadt Dresden | 51° 3′ 46″ N, 13° 45′ 20″ O  |
|                                                         | Primavera                                       | Bergweg                                     | Pillnitz                       | Bronzefigur „Primavera II“ von Małgorzata Chodakowska im Garten des Weinguts Zimmerling, aus deren Rastalocken die Wassertropfen austreten, geschaffen 2007 | 51° 0′ 22″ N, 13° 53′ 28″ O  |
|                                                         | Pusteblumenbrunnen, WB 1*                       | Prager Straße                               | Seevorstadt                    | geschaffen 1969 von Leoni Wirth, Karl Bergmann und Josef Pietsch, heute nur noch Teilinstallation erhalten | 51° 2′ 35″ N, 13° 44′ 6″ O   |
|                                                         | Pusteblumenbrunnen*                             | Albert-Wolf-Platz                           | Prohlis                        | geschaffen 1969 von Leoni Wirth, Karl Bergmann und Josef Pietsch, Teilinstallation des früheren großen Pusteblumenbrunnens auf der Prager Straße | 51° 0′ 31″ N, 13° 48′ 11″ O  |
|                                                         | Queckbrunnen*                                   | Am Queckbrunnen                             | Wilsdruffer Vorstadt           | ältester Brunnen Dresdens aus dem Jahr 1461 (Ersterwähnung), Höhe mit Storch 4,50 m, sein Brunnenwasser sollte der Legende nach zu Mutterglück führen | 51° 3′ 10″ N, 13° 43′ 46″ O  |
|                                                         | Quellfassung Etagenbrunnen                      | Bautzner Straße 130                         | Loschwitz                      | Quellfassung im Schloss Albrechtsberg in Form eines Etagenbrunnens gestaltet | 51° 3′ 50″ N, 13° 47′ 39″ O  |
|                                                         | Rathausbrunnen Pillnitz*                        | Am Rathaus                                  | Pillnitz                       | 2007 eingeweiht gegenüber dem früheren Pillnitzer Rathaus im Verlauf des hier verrohrten Friedrichsgrundbachs | 51° 0′ 47″ N, 13° 52′ 22″ O  |
| Rebekka-Brunnen und im Hintergrund die Dreikönigskirche | Rebekka-Brunnen*                                | Königstraße                                 | Innere Neustadt                | vor der Dreikönigskirche, 1864 errichtet, originale Brunnenfigur um 1952 verschollen, neue Figur von Michail Boleslaw Karlowski rekonstruiert, rekonstruierter Brunnen 1994 übergeben | 51° 3′ 40″ N, 13° 44′ 33″ O  |
|                                                         | Ringbrunnen                                     | Werftstraße 1                               | Übigau                         | Ringbrunnen mit Fontäne, 1724 im Park von Schloss Übigau angelegt | 51° 4′ 9″ N, 13° 41′ 57″ O   |
|                                                         | Sarrasani-Brunnen                               | Sarrasanistraße                             | Innere Neustadt                | 2007 geschaffen von Vinzenz Wanitschke, befindet sich an der Stelle, an der bis 1945 das Gebäude des Zirkus Sarrasani stand | 51° 3′ 29″ N, 13° 44′ 43″ O  |
|                                                         | Satansbrunnen                                   | Hauptstraße 11                              | Innere Neustadt                | im Künstlerhof | 51° 3′ 42″ N, 13° 44′ 32″ O  |
|                                                         | Schalenbecken                                   | Zwinger                                     | Innere Altstadt                | auf dem westlichen Zwingerwall, befand sich ursprünglich im Westpavillon | 51° 3′ 14″ N, 13° 43′ 57″ O  |
|                                                         | Schönwetterbrunnen                              | Bernhardstraße 92                           | Plauen                         | Brunnen von Heidemarie Dreßel und Eberhard Grundmann, 2007 aufgestellt, wird mit Solarenergie betrieben und mit Regenwasser gespeist | 51° 1′ 37″ N, 13° 42′ 46″ O  |
|                                                         | Siegfried-Brunnen*                              | Bürgerwiese                                 | Seevorstadt-Ost/ Großer Garten | Brunnenfigur von Franz Weschke aus dem Jahr 1936 nimmt das Motiv von Siegfrieds Tod auf | 51° 2′ 16″ N, 13° 44′ 58″ O  |
|                                                         | Schmuckbrunnen                                  | Gerokstraße/ Güntzstraße                    | Johannstadt                    | 1907 geschaffen von Ernst Hottenroth für die Kunstgewerbeschule | 51° 3′ 13″ N, 13° 45′ 32″ O  |
|                                                         | Schweinetreiberbrunnen                          | Ostragehege                                 | Friedrichstadt                 | Brunnen 1922 entstanden, Plastik von Georg Wrba, Brunnen wurde erst 2007 in Betrieb genommen | Lage                         |
|                                                         | Springbrunnen*                                  | Tannenstraße (nähe Alaunplatz)              | Äußere Neustadt                | Errichtet um 1870 im Zuge des Neubaus der Schützenkaserne, lange in sehr marodem Zustand und außer Betrieb, Sanierung im Jahr 2011. | 51° 4′ 20″ N, 13° 45′ 26″ O  |
|                                                         | Springbrunnen am Schweizer-Haus                 | Bautzner Straße 132                         | Loschwitz                      | Springbrunnen im Park des Lingnerschlosses, links neben der Zufahrt zur Villa | 51° 3′ 51″ N, 13° 47′ 58″ O  |
|                                                         | Springbrunnen mit „Badender Aphrodite“          | Bautzner Straße 132                         | Loschwitz                      | kleiner Springbrunnen am Schloss Eckberg auf einem Wiesenstück mit Statue „Badende Aphrodite“ | 51° 3′ 49″ N, 13° 47′ 57″ O  |
|                                                         | Springbrunnen*                                  | Kronstädter Platz                           | Laubegast                      | Brunnen 1903 errichtet, nach Rekonstruktion 2004 übergeben | 51° 1′ 21″ N, 13° 50′ 21″ O  |
|                                                         | Springbrunnen                                   | Chemnitzer Straße                           | Plauen                         | Springbrunnen im Bürozentrum „Falkenbrunnen“, Chemnitzer Straße | 51° 2′ 1″ N, 13° 42′ 40″ O   |
|                                                         | Wandbrunnen                                     | Wigardstraße                                | Innere Neustadt                | Wandbrunnen am Gebäude der Sächsischen Staatskanzlei | 51° 3′ 26″ N, 13° 44′ 53″ O  |
|                                                         | Wandbrunnen Amphitrite                          | Schloßstraße 1                              | Innere Altstadt                | Wandbrunnen im Ständehaus, 1750 geschaffen von Lorenzo Mattielli, ursprünglich im Palais Brühl aufgestellt | 51° 3′ 12″ N, 13° 44′ 20″ O  |
|                                                         | Wandbrunnen Neptun                              | Schloßstraße 1                              | Innere Altstadt                | Wandbrunnen im Ständehaus, 1750 geschaffen von Lorenzo Mattielli, ursprünglich im Palais Brühl aufgestellt | 51° 3′ 12″ N, 13° 44′ 20″ O  |
|                                                         | Brunnenschale Staudengarten                     | Großer Garten                               | Seevorstadt-Ost/ Großer Garten | Brunnenschale im Staudengarten im Großen Garten | 51° 2′ 23″ N, 13° 45′ 41″ O  |
|                                                         | Steinblumenbrunnen                              | Am Anfang                                   | Gruna                          | Brunnen 1922 geschaffen | 51° 2′ 10″ N, 13° 47′ 34″ O  |
|                                                         | Stierbrunnen*                                   | Schlachthofring                             | Friedrichstadt                 | Stierbrunnen am Schlachthof, 1910 geschaffen von Georg Wrba, Stierfigur aus Serpentingestein | 51° 4′ 8″ N, 13° 43′ 0″ O    |
|                                                         | „Stille Wasser“*                                | Albertplatz                                 | Innere Neustadt                | Plastik bis 1894 von Robert Diez geschaffen, Brunnenbecken bereits seit den 1870er-Jahren existent | 51° 3′ 46″ N, 13° 44′ 47″ O  |
|                                                         | Straßenfontäne                                  | Leipziger Straße/ Bürgerstraße              | Pieschen                       | Steinbrunnen 1995 geschaffen, ehemals trockengelegter Brunnen | 51° 4′ 39″ N, 13° 43′ 2″ O   |
|                                                         | „Stürmische Wogen“*                             | Albertplatz                                 | Innere Neustadt                | Plastik bis 1894 von Robert Diez geschaffen, Brunnenbecken bereits seit den 1870er-Jahren existent, Brunnen 1945 abgebaut und durch Ehrenmal der Roten Armee ersetzt, Brunnen erst 1994 wieder aufgebaut | 51° 3′ 47″ N, 13° 44′ 45″ O  |
|                                                         | Brunnen am Thomae-Pavillon                      | Hauptstraße 17                              | Innere Neustadt                | vor 1751 von Johann Benjamin Thomae geschaffen, heute Kopie | 51° 3′ 38″ N, 13° 44′ 32″ O  |
|                                                         | Tränenbrunnen                                   | Wehlener Straße                             | Tolkewitz                      | Brunnen im Hof des Urnenhains Tolkewitz am Krematorium | 51° 2′ 14″ N, 13° 49′ 12″ O  |
|                                                         | Trinkbrunnen*                                   | Albertplatz                                 | Innere Neustadt                | 1990 eingeweiht, Entwurf von Rolf Roeder, Brunnen aus Oberlausitzer Granit, wird vom Wasser des Artesischen Brunnens gespeist | 51° 3′ 51″ N, 13° 44′ 51″ O  |
|                                                         | Trinkbrunnen                                    | Hauptstraße 13                              | Innere Neustadt                | im Innenhof des Kügelgenhauses | 51° 3′ 36″ N, 13° 44′ 34″ O  |
|                                                         | Trinkbrunnen*                                   | Postplatz/ Sophienstraße                    | Innere Altstadt                | Trinkbrunnen nach einem Entwurf von Rolf Roeder, 2006 eingeweiht, gestiftet durch die Drewag Stadtwerke in Zusammenarbeit mit der Stadtentwässerung Dresden und den Dresdner Verkehrsbetrieben | 51° 3′ 4″ N, 13° 44′ 1″ O    |
|                                                         | Treppauf-Treppab                                |                                             | Johannstadt                    | Wasserspiel im Hof der Cafeteria des Universitätsklinikums, 1992 von Heidemarie Dreßel geschaffen | 51° 3′ 18″ N, 13° 46′ 51″ O  |
|                                                         | Brunnenanlage „Trunkener Vogel“*                | Hauptstraße                                 | Cossebaude                     | eingeweiht 2004 | 51° 5′ 12″ N, 13° 37′ 43″ O  |
|                                                         | Grottennische Villa Eschebach                   | Albertplatz/ Georgenstraße                  | Innere Neustadt                | Fontäne in einer Nische an der Hausmauer, Seite Albertplatz | 51° 3′ 46″ N, 13° 44′ 51″ O  |
|                                                         | Wandbrunnen                                     | Kunstakademie                               | Innere Altstadt                | Wandbrunnen im Innenhof der Kunstakademie | 51° 3′ 11″ N, 13° 44′ 33″ O  |
|                                                         | Wandtrog                                        | Rähnitzgasse 27                             | Innere Neustadt                | einfaches Sandsteinbecken | 51° 3′ 39″ N, 13° 44′ 29″ O  |
|                                                         | Wasserfall Villa Eschebach                      | Albertplatz/ Georgenstraße                  | Innere Neustadt                | Brunnen am Sockel der Villa Eschebach, Seite Georgenstraße, künstlicher Wasserfall | 51° 3′ 46″ N, 13° 44′ 53″ O  |
|                                                         | Wasserpflanzbecken                              | Große Meißner Straße                        | Innere Neustadt                | Sandsteinbecken aus dem Jahr 1985, in der Gartenanlage des Hotels Bellevue | 51° 3′ 28″ N, 13° 44′ 21″ O  |
|                                                         | WB 2*                                           | Prager Straße                               | Seevorstadt                    | Wasserbecken 2 auf der Prager Straße, Gestaltungsidentisch mit WB 5 (zahlreiche Kleinfontänen bzw. Sprudel) | 51° 2′ 38″ N, 13° 44′ 8″ O   |
|                                                         | Wasserbecken mit Drewag-Logo (I), WB 3*         | Prager Straße                               | Seevorstadt                    | am Becken Drewag-Logo, Beckenfontäne als Drewag-Logo gestaltet | 51° 2′ 39″ N, 13° 44′ 8″ O   |
|                                                         | Wasserbecken mit Drewag-Logo (II), WB 4*        | Prager Straße                               | Seevorstadt                    | am Becken Drewag-Logo, Beckenfontäne als Drewag-Logo gestaltet | 51° 2′ 39″ N, 13° 44′ 8″ O   |
|                                                         | WB 5*                                           | Prager Straße                               | Seevorstadt                    | Wasserbecken 5 auf der Prager Straße, gestaltungsidentisch mit WB 2 (zahlreiche Kleinfontänen bzw. Sprudel) | 51° 2′ 40″ N, 13° 44′ 9″ O   |
|                                                         | „Die Wassermänner“                              | Theaterplatz 3                              | Innere Altstadt                | von Hans Erlwein an der Westseite des Italienischen Dörfchens geschaffen | 51° 3′ 17″ N, 13° 44′ 12″ O  |
|                                                         | Wasserfall Niagaraplatz                         | Königsbrücker Straße 96                     | Albertstadt                    | 5 Meter hoher und 15 Meter breiter Wasserfall auf dem Gelände „Zeitenströmung“ des ehemaligen Strömungsmaschinenbaus am „Niagaraplatz“ | 51° 4′ 50″ N, 13° 45′ 44″ O  |
|                                                         | Wasserlandschaften                              | Zschertnitzer Straße                        | Zschertnitz                    | geschaffen 1979 von Eberhard Wolf, seit 2005 auf dem Hof des Seniorenheims „Olga Körner“ | 51° 1′ 17″ N, 13° 45′ 20″ O  |
|                                                         | Wasserpumpe                                     | Innerer Neustädter Friedhof                 | Leipziger Vorstadt             | historische Saugpumpe aus Holz |                              |
|                                                         | Wasserspeier                                    | Hauptstraße 17                              | Innere Neustadt                | Wasserspeier mit Sandsteintrog am Thomae-Haus | 51° 3′ 37″ N, 13° 44′ 34″ O  |
|                                                         | Wasserspeier                                    | Wallgässchen                                | Innere Neustadt                | Bodeninstallation in der Prisco-Passage | 51° 3′ 43″ N, 13° 44′ 27″ O  |
|                                                         | Wasserspeier Saloppe                            | Brockhausstraße 5                           | Radeberger Vorstadt            | Wasserspeier an der Wasseraufbereitung des Wasserwerks Saloppe | 51° 3′ 54″ N, 13° 47′ 16″ O  |
|                                                         | Wasserspiel (137. Oberschule)*                  | Espenstraße 3                               | Gorbitz                        | Sandstein-Stele in Anlehnung an eine Inka-Säule, geschaffen von Peter Fiedler, 1997 aufgestellt | 51° 2′ 39″ N, 13° 39′ 53″ O  |
|                                                         | Wasserspiel                                     | Moritzburger Weg 67                         | Hellerau                       | Wasserspiel im Hof der Deutschen Werkstätten Hellerau | 51° 6′ 28″ N, 13° 45′ 34″ O  |
|                                                         | Wasserspiel an 138. Oberschule*                 | Omsewitzer Ring/ Kirschenstraße             | Gorbitz                        | Sandsteinskulptur in Anlehnung an eine Pflanze, von der Wasser herunterrinnt, umgeben von drei Wasserspeiern; von Peter Fiedler geschaffen, 2008 übergeben, wird mit Regenwasser betrieben | 51° 2′ 47″ N, 13° 40′ 5″ O   |
|                                                         | Wasserspiel*                                    | Hauptstraße                                 | Innere Neustadt                | nördlicher Abschluss der Hauptstraße am Jorge-Gomondai-Platz | 51° 3′ 43″ N, 13° 44′ 43″ O  |
|                                                         | Wasserspiel*                                    | Schlesischer Platz                          | Leipziger Vorstadt             | vor dem Bahnhof Dresden-Neustadt | 51° 3′ 54″ N, 13° 44′ 28″ O  |
|                                                         | Wassertrog mit Wächter                          | Palaisplatz 11                              | Innere Neustadt                | im Innenhof des Japanischen Palais | 51° 3′ 36″ N, 13° 44′ 15″ O  |
|                                                         | Wasserwand                                      | Altmarkt                                    | Innere Altstadt                | außerhalb des Einkaufszentrums Altmarkt-Galerie am Eingang Dr.-Külz-Ring, im Jahr 2002 eingeweiht; 16 Meter breit und 4,20 Meter hoch | 51° 2′ 53″ N, 13° 44′ 8″ O   |
|                                                         | Waterscreen*                                    | Postplatz                                   | Innere Altstadt                | „Wasservorhang“ von Rainer Splitt vor dem Schauspielhaus Dresden, 2007 installiert Ursprünglich sollten auf dem Wasservorhang Texte reproduziert werden, das funktioniert jedoch nicht mehr (Stand Sommer 2014) | 51° 3′ 5″ N, 13° 43′ 58″ O   |
|                                                         | Zierbrunnen*                                    | Prager Straße                               | Seevorstadt                    | Trinkbrunnen von Vinzenz Wanitschke, 1969 | 51° 2′ 41″ N, 13° 44′ 11″ O  |
|                                                         | Zöllmener Dorfbrunnen*                          | Am Erlengrund                               | Zöllmen                        | 1989 von Eberhard Wolf für die Milchviehanlage in Zöllmen geschaffen, Neuaufstellung 2000 | 51° 2′ 35″ N, 13° 36′ 38″ O  |
|                                                         | Wasserfontänen im Zwingerhof                    | Zwinger                                     | Innere Altstadt                | vier Brunnenbecken mit Fontänen, nach Entfernung von Ernst Rietschels Denkmal für König Friedrich August I. nach 1936 im Zwingerhof angelegt | 51° 3′ 11″ N, 13° 44′ 1″ O   |
|                                                         | Zwergenschatz                                   | Freiberger Straße                           | Wilsdruffer Vorstadt           | Brunnen 1997 von Marion Kahnemann geschaffen, im Park des Seniorenheims „Elsa Fenske“ auf der Freiberger Straße | 51° 3′ 1″ N, 13° 43′ 17″ O   |
|                                                         | Zwillingsbrunnen                                | Elsasser Straße Florian-Geyer-Straße        | Johannstadt                    | zwei Brunnen 1957 von Kurt Fillach und Hermann Naumann geschaffen, ursprünglich am Dr.-Külz-Ring aufgestellt, 2005 verlegt | 51° 3′ 20″ N, 13° 45′ 29″ O  |
|                                                         | Wandbrunnen Zwinger                             | Zwinger                                     | Innere Altstadt                | geschaffen von Matthäus Daniel Pöppelmann und u. a. Balthasar Permoser | 51° 3′ 9″ N, 13° 44′ 7″ O    |
|                                                         | Wandbrunnen Zwinger                             | Zwinger                                     | Innere Altstadt                | geschaffen von Matthäus Daniel Pöppelmann und u. a. Balthasar Permoser | 51° 3′ 7″ N, 13° 44′ 1″ O    |
|                                                         | Wandbrunnen Zwinger                             | Zwinger                                     | Innere Altstadt                | Wandbrunnen am Aufgang zum Wallpavillon, 1925 wiederentdeckt und restauriert | 51° 3′ 13″ N, 13° 43′ 59″ O  |
|                                                         | Wandbrunnen Zwinger                             | Zwinger                                     | Innere Altstadt                | Brunnenbecken rechts vom Wandbrunnen am Aufgang zum Wallpavillon | 51° 3′ 13″ N, 13° 43′ 59″ O  |
|                                                         | Wandbrunnen Zwinger                             | Zwinger                                     | Innere Altstadt                | Brunnenbecken links vom Wandbrunnen am Aufgang zum Wallpavillon | 51° 3′ 13″ N, 13° 43′ 59″ O  |
|                                                         | Ringbrunnen                                     | Meußlitzer Park                             | Meußlitz                       | Brunnen um 1928 entstanden | 50° 59′ 53″ N, 13° 51′ 17″ O |

## Stillgelegte Brunnen
| Bild | Name                           | Straße                                            | Stadtteil            | Anmerkung | Lage |
| ---- | ------------------------------ | ------------------------------------------------- | -------------------- | --- | ---- |
|      | 4-Gewaltenbrunnen              | Wallgässchen                                      | Innere Neustadt      | früher Wasser-Licht-Installation, Umfassung heute als Grünanlage genutzt | Lage |
|      | Blindenbrunnen                 | Mary-Wigman-Straße 1a                             | Seevorstadt          | 1993 aufgestellt, Etagenbrunnen auf dem verfallenen Teil des Grundstücks des Altenheims Seevorstadt-Ost | Lage |
|      | Brunnenschale                  | Kotzschweg 8                                      | Wachwitz             | Brunnen 1936 im Hof des neuen Schlosses Wachwitz angelegt, heute stillgelegt | Lage |
|      | Ehrenbrunnen                   | Schandauer Straße 35                              | Striesen             | Brunnen 1928 von Selmar Werner geschaffen, ehrt die Opfer des Ersten Weltkriegs | Lage |
|      | Faunbrunnen                    | Aachener Straße                                   | Trachau              | ehemaliger Wohngebietsbrunnen, zugeschüttet | Lage |
|      | Flügelradbrunnen               | Hettnerstraße                                     | Südvorstadt          | 1957 geschaffen, heute stillgelegt | Lage |
|      | Froschbrunnen                  | Lahmannring 19                                    | Weißer Hirsch        | am ehemaligen Neuen Kurbad | Lage |
|      | Keramikbrunnen                 | Köpckestraße                                      | Innere Neustadt      | 1979 von Eva Peschel aus Crinitzer Steinzeug geschaffen, Stamm, der Äste mit Rosetten darstellt | Lage |
|      | Mutter-Anna-Brunnen            | nördlich Annenkirche                              | Wilsdruffer Vorstadt | 1869 als Brunnen errichtet, 1892 zum Denkmal umgestaltet, Skulptur nach 1945 geborgen, 2011 restauriert und neu aufgestellt | Lage |
|      | Nischenbrunnen                 | Ludwig-Hartmann-Straße Ecke Gustav-Freytag-Straße | Striesen             | Brunnen in der Einfriedungsmauer eines Schulgeländes | Lage |
|      | Paradiesquelle                 | Waldpark Weißer Hirsch                            | Weißer Hirsch        | entstand um 1930 im Zuge der Gestaltung des Kurparkes als Heilquelle, war bis kurz nach der Wende in Betrieb, ursprünglich mit Brunnenhaus versehen, Speisung erfolgte mittels Leitung vom Hochbehälter am Krankenhaus Weißer Hirsch | Lage |
|      | Schafbrunnen                   | Bielatalweg                                       | Gruna                | 1983 von Charlotte Sommer-Landgraf geschaffen, an der Südseite eines Flachbaus am Bielatalweg, nahe Zwinglistraße angebracht, vor 1991 stillgelegt                                                                                   | Lage |
|      | Schiller-Körner-Denkmal*       | Schillerstraße                                    | Loschwitz            | gegenüber dem Schillerhäuschen, entworfen von Martin Pietzsch, bildhauerischer Schmuck von Oskar Rassau, 1913 fertig gestellt, heute ausschließlich Denkmal                                                                          | Lage |
|      | Wandbrunnen am Waldschlösschen | Bautzner Straße 153                               | Radeberger Vorstadt  | Wandbrunnen an der Stützmauer des „Brauhauses am Waldschlösschen“ | Lage |
|      | Zugbrunnen                     | Am Pfarrlehn                                      | Hellerau             | Wirtschaftsbrunnen | Lage |